# Танбалитас
Танбалита́с (каз. Таңбалытас) — село у складі Жамбильського району Алматинської області Казахстану. Входить до складу Матібулацького сільського округу.
До 2008 року село називалось Горний, а у радянські часи мало статус смт.
Населення — 1567 осіб (2021; 1545 у 2009, 1396 у 1999, 1972 у 1989).